# 高野保彦
高野 保彦（たかの やすひこ、1966年3月28日 - ）は男性の元お笑い芸人。大分県臼杵市出身。近畿大学卒。八木正幸と1989年にお笑いコンビ「チェリーズ」（1992年より「ちぇりぃず」と表記）を結成。1993年にコンビを解消し芸能界を引退した。ボケ担当。プライムワンに所属していた。

## 主な出演番組
- やる気マンマン日曜日
- 会議中ですよ！
- 平成名物TV　トンガリ編
- 演芸ひろば

## 関連人物
- ただのいっこ
- まじかるず